# 원도 (신안군)
원도(圓島)는 전라남도 신안군 자은면에 있는 섬이다. 특정도서로 지정하여 관리되고 있다.

## 특정도서
원도는 곰솔군락 등이 안정된 식생을 보여주고 있으며, 희귀식물인 보춘화가 서식하고 있어 독도 등 도서지역의 생태계보전에 관한 특별법에 의거 특정도서로 지정되었다.
- 지정번호 : 제90호
- 면적 : 17,653m2
- 지번 : 전라남도 신안군 자은면 면전리 산90